# Mjukt porslin
Mjukt porslin är en typ av porslin som består av sand, salpeter, soda, havssalt, alun och alabasterstoft. Efter en viss smältningstid tillsätts märgel, som innehåller gips och lera. Begreppet "mjukt porslin" kan ibland även omfatta benporslin och vitroporslin och då används begreppet frittporslin för att beteckna övrigt mjukt porslin.
Frittporslin bränns i högre temperatur än fältspatsporslin, ca 1050–1100 grader, och i likhet med fältspatsporslin (s.k. hårt porslin) sker en förening mellan massa och gods vid bränningen. Mjukt porslin uppfanns i Florens på 1580-talet vid Francesco I de' Medicis fabrik. Därifrån spred sig kunskaperna till Frankrike och England under 1600-talet.
Under senare tid har mjukt porslin främst använts för framställning av prydnadsföremål, figuriner och liknande.